# الطريقة الجبانة
الطريقة الجبانة (بالإنجليزية: The Cowardly Way) هو فيلم صامت مفقود. صدر سنة 1915 من إخراج جون إينس وبطولة فلورنسا ريد.

## الممثلون
- فلورنسا ريد في دور يونيس فيلدينغ
- إيزابيل ماكغريغور في دور مارغوري هاركورت
- مود هيل في دور نانس سان جيرمان
- بينيت ساوثارد في دور هاك هاركورت
- فرديناند تيدمارش في دور بوب فيشر

## روابط خارجية
- الطريقة الجبانة على موقع IMDb (الإنجليزية)
- الطريقة الجبانة على موقع كينوبويسك (الروسية)